# سورة العاديات
سورة العاديات هي سورة مكية وقيل مدنية ، من المفصل، آياتها 11، وترتيبها في المصحف 100، في الجزء الثلاثين، بدأت بأسلوب قسم ﴿وَالْعَادِيَاتِ ضَبْحًا ۝١﴾ [العاديات:1]، ولم يُذكر فيها لفظ الجلالة، نزلت بعد سورة العصر. أخرج البزار وابن أبي حاتم والحاكم النيسابوري في سبب نزولها عن عبد الله بن عباس قال: «بعث رسول الله خيلًا ولبث شهرًا لا يأتيه من خبر فنزلت: ﴿وَالْعَادِيَاتِ ضَبْحًا ۝١﴾ [العاديات:1]».

## تسميتها وآياتها
سُميت هذه السورة بالعاديات؛ على أول آية منها، وفيها أَقسَم الله تعالى بالعاديات، والعاديات من العدو وهو: الجري بسرعة، والمعنى أَقسمُ بالخيل اللاتي يعدون للغزو في سبيل الله فيَضبَحنَّ ضبحاً، وآيات هذه سورة (11)، تتألف من (40) كلمة في (169) حرف. وتعتبر هذه السورة من حيث المقدار من السور المفصلات، أي: السور التي لها آيات متعددة وصغيرة.

## نزول السورة
قال ابن عاشور: «وَاخْتُلِفَ فِيهَا فَقَالَ ابْنُ مَسْعُودٍ وَجَابِرُ بْنُ زَيْدٍ وَعَطَاءٌ وَالْحَسَنُ وَعِكْرِمَةُ: هِيَ مَكِّيَّةٌ. وَقَالَ أَنَسُ بْنُ مَالِكٍ وَابْنُ عَبَّاسٍ وَقَتَادَةُ: هِيَ مَدَنِيَّةٌ».

## سبب النزول
قال مقاتل: بعث رسول الله سرية إلى حي من كنانة واستعمل عليهم المنذر بن عمرو الأنصاري فتأخر خبرهم فقال المنافقون: قتلوا جميعا فأخبر الله تعالى عنها فأنزل (وَالعادِياتِ ضَبحاً) يعني تلك الخيل، أخبرنا عبد الغافر بن محمد الفارسي أخبرنا أحمد بن محمد البتي أخبرنا محمد بن مكي أخبرنا إسحاق بن إبراهيم أخبرنا أحمد بن عبدة أخبرنا حفص بن جميع أخبرنا سماك عن عكرمة عن عبد الله بن عباس أن رسول الله بعث خيلا فأسهبت شهرا لم يأته منها خبر فنزلت (وَالعادِياتِ ضَبحاً) ضبحت بمناخرها إلى آخر السورة ومعنى أسهبت: أمعنت في السهوب وهي الأرض الواسعة جمع سهب .

## معاني الكلمات
- والعاديات : (قسم) بالخيل تعدو في الغزو .
- ضَبْـحًا : هو صوت أنفاسها إذا عدت .
- فالموريات قدحا : المخرجات النار بصك حوافرها .
- فالمغيرات صُبْحا : المباغتات للعدو وقت الصباح .
- فأثرْنَ به نقـْعا : هيجن في الصبح غبارا .
- فوسطن به جمعا : فتوسطن فيه من الأعداء .
- إن الإنسان : بطبعه إلا من رحم الله (جواب القسم) .
- لكنودٌ : لكفور جحود .
- إنّه لحُبّ الخَيْر : لأجل حب المال .
- لشديدٌ : لقوي مجد في تحصيله متـهالك عليه .
- بُعْثِرَ : أثير وأخرج ونثر .
- حُصِّـل : جمع واظهر أو ميـز.[6]

## تفسير السورة

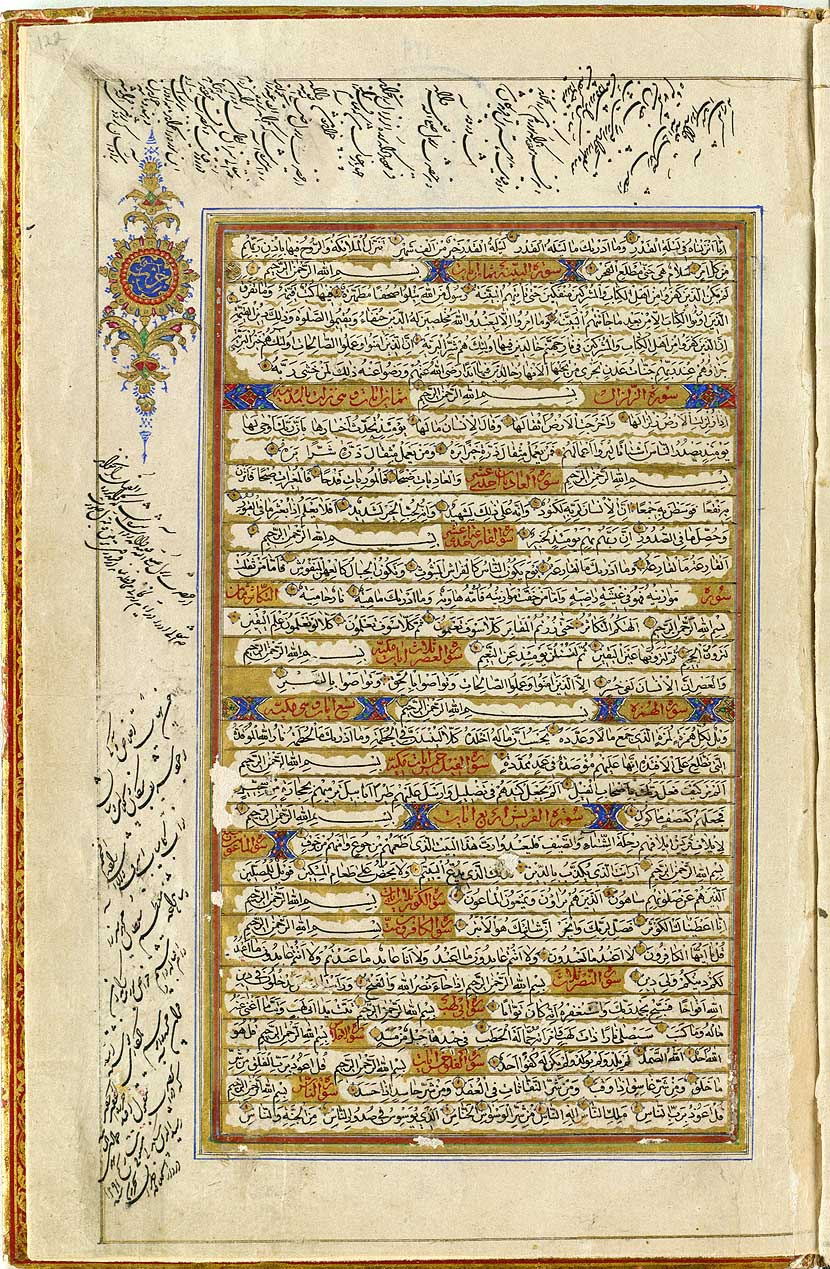
مخطوطة قرآنية تعود لعام 1874م

وَالْعَادِيَاتِ ضَبْحًا أقسم الله تعالى بالخيل الجاريات في سبيله نحو العدو حين يظهر صوتها من سرعة عدوها ولا يجوز للمخلوق أن يقسم إلا بالله فإن القسم بغير الله شرك، فَالْمُورِيَاتِ قَدْحًا فالخيل اللاتي تنقدح النار من صلابة حوافرها من شدة عدوها، فَالْمُغِيرَاتِ صُبْحًا فالمغيرات على الأعداء عند الصبح، فَأَثَرْنَ بِهِ نَقْعًا فهيجن بهذا العدو غبارا، فَوَسَطْنَ بِهِ جَمْعًا فتوسطن بركبانهن جموع الأعداء، إِنَّ الإِنْسَانَ لِرَبِّهِ لَكَنُودٌ وإنّه على ذلك لشهيد، وَإِنَّهُ لِحُبِّ الْخَيْرِ لَشَدِيدٌ إن الإنسان لنعم ربه لجحود وإنه بجحوده ذلك لمقر وإنه لحب المال لشديد، أَفَلا يَعْلَمُ إِذَا بُعْثِرَ مَا فِي الْقُبُورِ أفلا يعلم الإنسان ما ينتظره إذا أخرج الله الأموات من القبور للحساب والجزاء، وَحُصِّلَ مَا فِي الصُّدُورِ واستخرج ما استتر في الصدور من خير أو شر، إِنَّ رَبَّهُمْ بِهِمْ يَوْمَئِذٍ لَخَبِيرٌ إن ربهم بهم وبأعمالهم يومئذ لخبير لا يخفى عليه شيء من ذلك.

## وصلات خارجية
- سورة العاديات بقراءة مشاري بن راشد العفاسي
- سورة العاديات: تجويدا وتفسيرا - ( موقع Altafsir.com ).